# ヤルコフスキー効果

ヤルコフスキー効果：
1. 小惑星の表面からの熱放射
2. 順行回転の小惑星
2.1 小惑星の「午後」にあたる部分
3. 小惑星の軌道
4. 太陽からの熱放射

ヤルコフスキー効果（ヤルコフスキーこうか、英: Yarkovsky effect）は、天体からの熱放射の不均一が生じることにより、天体にモーメントが生じ、小天体の軌道が影響を受ける効果である。通常その影響が問題になるのは、直径が 10 cm から 10 km までの比較的小さい流星物質や小惑星といった天体においてである。

## 発見の歴史
ヤルコフスキー効果は、ロシアで働くポーランド人土木技術者イワン・ヤルコフスキーによって見出された。ヤルコフスキーは空き時間に科学的な問題について取り組んでいた。1900年前後にヤルコフスキーは、宇宙空間で自転する天体への日々の加熱によって、小さい力ではあるが、特に流星物質や小さい小惑星のような小天体の軌道に大きな長期的な影響を及ぼしうる力が発生することを記した冊子を発行した。ヤルコフスキーのこの洞察は、1909年前後にヤルコフスキーの冊子を読んだエストニアの天文学者エルンスト・エピックがいなければ忘れられていただろうと考えられる。数十年の後、エピックはヤルコフスキーの冊子の存在を思い出し、太陽系での流星物質の運動におけるヤルコフスキー効果の重要性について議論した。

## メカニズム
ヤルコフスキー効果は、放射によって暖められた小天体の温度変化 (およびそれに伴う小天体からの熱放射の強度の変化) が、入射する放射の変化に対して遅れが生じることによって発生する。つまり、天体の表面は放射にさらされてから暖かくなるまでに時間がかかり、また放射を受けなくなった際に冷却するのにも時間がかかる。一般に、この効果には以下の2つの要素が存在する。
- 日周効果[1]：太陽に照らされている自転する天体 (例えば小惑星や地球) において、天体の表面は昼の間は太陽放射によって暖められ、夜の間は冷却が進む。表面の熱特性のため、太陽からの放射の吸収と、天体からの熱放射の間には時間差が生じる。そのため自転する天体における最も暖かい地点は、正午の位置よりもやや遅い場所となる。そのため放射を吸収する方向と再放射する方向には違いが生じ、軌道運動の方向に対して正味の力が発生する。天体が順行自転をしている場合、この正味の力は天体の軌道運動の方向へと働き、軌道長半径は徐々に増加する。その結果、天体は太陽かららせん状に遠ざかっていく。逆に、逆行自転をしている天体の場合はらせん状に落下していくことになる。日周効果は、直径が 100 m を超える天体で主要な効果となる[4]。

- 季節効果 (年周効果)[1]：こちらの効果は、太陽を公転する自転しない天体という理想化された状態を考えることで容易に理解することができる。この場合、「1年」が正確に「1日」に対応する。天体が軌道を進む間、長い時間にわたって加熱された「夕方」の半球は常に軌道運動の方向を向いている。天体からこの方向への熱放射が強くなるため、天体を太陽に向かって常にらせん状に落下させるような減速力が働く。実際には、自転する天体の場合はこの季節効果は赤道傾斜角が大きいほど増加する。こちらの効果は、日周効果が十分小さい場合のみ支配的になる。これは、天体の自転が非常に速い場合 (夜側が冷却する時間がないため、天体の経度方向の温度分布がほぼ一様となる)、天体サイズが小さい場合 (天体全体が暖められる)、あるいは赤道傾斜角が 90° に近い場合に起きる可能性がある。季節効果による影響は、大きさが数メートルから100メートル程度の小惑星の小さい破片にとってより重要である。これは、このような天体の表面は断熱効果のあるレゴリス層で覆われておらず、また非常に遅い自転はしていないためである。さらに、衝突によって天体の自転軸が繰り返し変化する (したがって日周効果の方向も変化する) 非常に長い時間スケールでは、季節変効果が支配的となる傾向がある[4]。

一般的にヤルコフスキー効果による影響は天体のサイズに依存し、大きさが小さいほど影響を受けやすい。例えば、小惑星ゴレブカに対してヤルコフスキー効果が与える力はおよそ0.25ニュートンと推定され、この力による加速度はおよそ 10−10 m/s2 である。一見して弱い力ではあるが、この力は継続的に働くため、数百万年かけて、この小惑星の軌道を大きく変化させたと考えられる。
ヤルコフスキー効果による影響は、大きな軌道離心率の軌道にある天体ではより複雑なものになる。

## 測定
ヤルコフスキー効果が理論的に提唱されたのは1900年前後であるが、この効果の影響が初めて測定されたのは，1991年から2003年の小惑星ゴレブカの観測においてであった。この小惑星の軌道は、アレシボ天文台を用いた1991年、1995年と1999年のレーダー観測によって非常に精密に観測されており、12年間にわたって予測された位置から 15 km 軌道が移動していた。
直接測定が無い場合、任意の小惑星の軌道に対してヤルコフスキー効果が実際に与える影響を予測するのは非常に困難である。これは、この効果の強さは観測による限られた情報から決定するのが難しい多数の要素に依存しているためである。これらの要素は、例えばその小惑星の実際の形状、その配置、アルベドである。ヤルコフスキー効果の計算は、局所的なクレーターや全体的な凹形状によって引き起こされる影の効果と熱的な「再照射」の効果のため、さらに複雑になる。またヤルコフスキー効果は放射圧とも競合し、放射圧も小惑星の表面にアルベドの違いがある場合や非球形をしている場合は似たような長期的な力を及ぼしうる。
例を挙げると、90° の赤道傾斜角を持つ円軌道にある球状の天体に働く季節ヤルコフスキー効果のみを考えるというシンプルな設定の場合でさえも、天体のアルベドが一様である場合と、北半球と南半球でアルベドの分布に強い非対称性がある場合では、天体の軌道長半径の変化は最大で2倍程度異なる。天体の軌道と自転軸に応じて、ヤルコフスキー効果による軌道長半径の進化の方向は、天体の形状が球形から非球形に変わるだけで逆向きになりうる。
このような困難があるものの、地球に衝突する可能性のある地球近傍天体の軌道をヤルコフスキー効果を用いて変化させるというシナリオが調査されている。小惑星の進路を逸らしうる戦略としては、小惑星の表面に「塗装」を施したり、太陽放射を小惑星に集約したりすることにより、ヤルコフスキー効果の強さを変化させて小惑星を地球との衝突コースから変化させるというものがある。2016年9月に打ち上げられたオサイリス・レックスのミッションでは、小惑星ベンヌにはたらくヤルコフスキー効果を調べることも目的とされている。